# Der Fakir
Der Fakir ist ein dänischer Kinderfilm von Regisseur Peter Flinth aus dem Jahr 2004. Es handelt sich um eine Verfilmung des Jugendbuchs Ein Fakir für alle Fälle von Bjarne Reuter.

## Handlung
Die Zwillinge Emma und Tom ziehen zusammen mit ihrer verwitweten Mutter in ein altes gruseliges Haus. Dieses hat ihnen der Bestattungsunternehmer Moony, der auch Immobilienmakler ist, vermittelt.
Im Keller des Hauses findet Emma einen Kugelschreiber, in dem ein Spanier eingesperrt ist. 
Lombardo erweist sich als wenig dankbar dafür, dass Emma ihn aus dem Kugelschreiber befreit hat. Doch er hat es ihr schriftlich gegeben, dass er ihr als Dank drei Wünsche erfüllt.
Also muss Lombardo drei eher alltägliche Wünsche erfüllen, da er nur ein einfacher Varieté-Zauberer ist, der vor fünfzig Jahren gemeinsam mit seinem verstorbenen Zwillingsbruder auftrat.
Auch sonst nervt der einfältige Lombardo die Geschwister zunächst, am meisten mit seinem bestialischen Gestank. Tom findet, dass Lombardo „nach faulen Eiern“ stinkt, für Emma stinkt er „nach abgestandener Kloake“. Die beiden versuchen alles Mögliche, um Lombardo von dem Gestank zu befreien, doch es will nichts klappen. Später bemerkt auch die Mutter den Geruch, weiß aber nicht, woher er kommt, da Lombardo sich vor ihr immer relativ erfolgreich verstecken kann. Sogar als er ihr auf dem Friedhof nahe dem Haus zum ersten Mal über den Weg läuft, bemerkt sie den Gestank sofort („wie eine Mischung aus Kloake und faulender Ratte“), merkt aber nicht, dass er von ihm ausgeht. Stattdessen vermutet sie zu einem späteren Zeitpunkt, dass der Geruch aus einem Abfluss im Keller kommt (wo Lombardo sich zu dem Zeitpunkt gerade versteckt) und kippt ein Reinigungsmittel („das Stärkste, das es gibt“) hinein, woraufhin der Gestank verschwindet. Das macht Lombardo auch für die Kinder um einiges sympathischer.
Als allerdings das Ehepaar Schmidt auftaucht, das das Haus unbedingt kaufen will, muss auch Lombardo sich aktiver an der Schatzsuche beteiligen. Denn dieses „Ehepaar“ sind die Brüder Lambert, die aus dem Gefängnis ausgebrochen sind. Das Gaunerduo hat einen Brilliantenring im Haus versteckt.
Eine wichtige Rolle bei der Diamantensuche spielt ein Elchkopf, welcher dem Haus auch seinen Namen gab. Den Kindern gelingt es schließlich, den Diamanten Koo-Loon zu finden, doch Lombardo verschwindet einfach mit dem Juwel. Am Weihnachtstag taucht er als Ehrengast der Feier wieder auf und macht ihrer Mutter einen Heiratsantrag. Der Verlobungsring ist der Ring mit Koo-Loon.

## Besonderheiten
Julie Zangenberg spielt hier nach ihrem ersten sehr erfolgreichen Film Kletter-Ida in einem weiteren Familienfilm die Hauptrolle.
Der deutsche Schauspieler Moritz Bleibtreu spielt die Titelrolle. Der spanische „Fakir“ Lombardo spricht nur gebrochenes Dänisch, daher wurde Bleibtreus Rolle nicht nachträglich synchronisiert. Der Text wurde von ihm phonetisch gelernt. In der deutschen Version spricht er sich selbst.

### Trivia
Der Name des Brillanten Koo-Loon ist ein dänischer Insiderwitz. Tom findet im Film, dass der Name nach Frühlingsrolle klingt. Die dänische Firma Daloon stellt Tiefkühl-Frühlingsrollen her.

## Auszeichnungen
Im Jahr 2005 hat der Film Der Fakir den Robert-Preis für das beste Make-up und die besten Spezialeffekte erhalten.